# Erik Timelin
Erik Ivar Ernst Timelin, född 2 juni 1886 i Stockholm, död 16 november 1944 i Motala, var en svensk tidningsman och skolman.
Erik Timelin var adoptivson till kyrkoherden Petrus Samuel Ernst Teodor Timelin och Anna Maria Charlotta Jönsson Ambrosius. Han avlade mogenhetsexamen i Kristianstad 1905. Timelin var lärare vid Vilans folkhögskola 1905–1906, journalist i Gefle-Posten 1906–1910, redaktör för Västerbottens Nyheter och för Skånes Nyheter i Ystad 1914–1915, redaktionssekreterare i Göteborgs Morgonpost 1915–1919 samt redaktör för Härnösandsposten 1919–1921, för Göteborgs Dagblad 1921–1923 och för Karlskrona-Tidningen 1923–1930. Under sin tid i Gästrikland och Västerbotten var han ombudsman för de moderata valkretsförbundet där. 1927–1930 var han stadsfullmäktig i Karlskrona. Han blev filosofie kandidat 1918, filosofie licentiat 1926 och filosofie doktor 1928, allt vid Göteborgs högskola, samt teologie kandidat vid Lunds universitet 1933, varefter han samma år prästvigdes. Hans doktorsavhandling, Ministären Lindman och representationsreformen 1907–09 (1928) bygger på tidningspress och riksdagstryck samt muntliga upplysningar, främst från Arvid Lindman. Från 1931 var Timelin verksam som lärare och präst. Han blev läroverkslektor i Härnösand 1934 och i Eslöv 1940. Från 1939 var han rektor vid läroverket i Motala. Under sina senare år var han livligt verksam i Kyrkobrödernas sammanslutning. Bland annat var han de fem sista åren av sitt liv redaktör för dess tidskrift.